# ステファニヤ・トゥルケヴィチ
ステファニヤ・トゥルケヴィチ=ルキアノヴィチ（ウクライナ語: Стефанія Туркевич-Лукіянович, ラテン文字転写: Ctefaniya Turkevich-Lukiyanovich、1898年4月25日 - 1977年4月8日）は、ウクライナの作曲家、ピアニスト、音楽学者。ウクライナ最初の女性作曲家として認識されている。彼女の作品はソ連当局によりウクライナでは禁止されていた。

## 経歴

### 幼少期
ステファニヤはオーストリア=ハンガリー帝国のリヴィウで生まれた。彼女の祖父レヴ・トゥルケヴィチと父親のイヴァン・トゥルケヴィチは司祭だった。母親のソフィア・コルモシフはピアニストだった:7。音楽を嗜む一家で、全員が楽器演奏をしていた。ステファニヤは、ピアノのほかハープやハーモニウムを演奏していた。後年、彼女は自身の子供時代と音楽への愛を次のように回想している。

全ての中心にいたのが母で、素晴らしいピアノを弾いていました。子供の頃、私は母の演奏を聴くのが大好きでした。その後、私達は自宅でサロンオーケストラを始めました。私達が演奏した（楽器構成は）次のとおりです。父がベースを[...]、母がピアノを、リヨニョはチェロを、私はハーモニウムを、マリカとゼンコは[...]ヴァイオリンを弾いていました。父は家族での聖歌隊も始めました。これが音楽の世界への第一歩でした。父は私達の音楽生活に関してお金を全く惜しみませんでした:23。

### 修学期

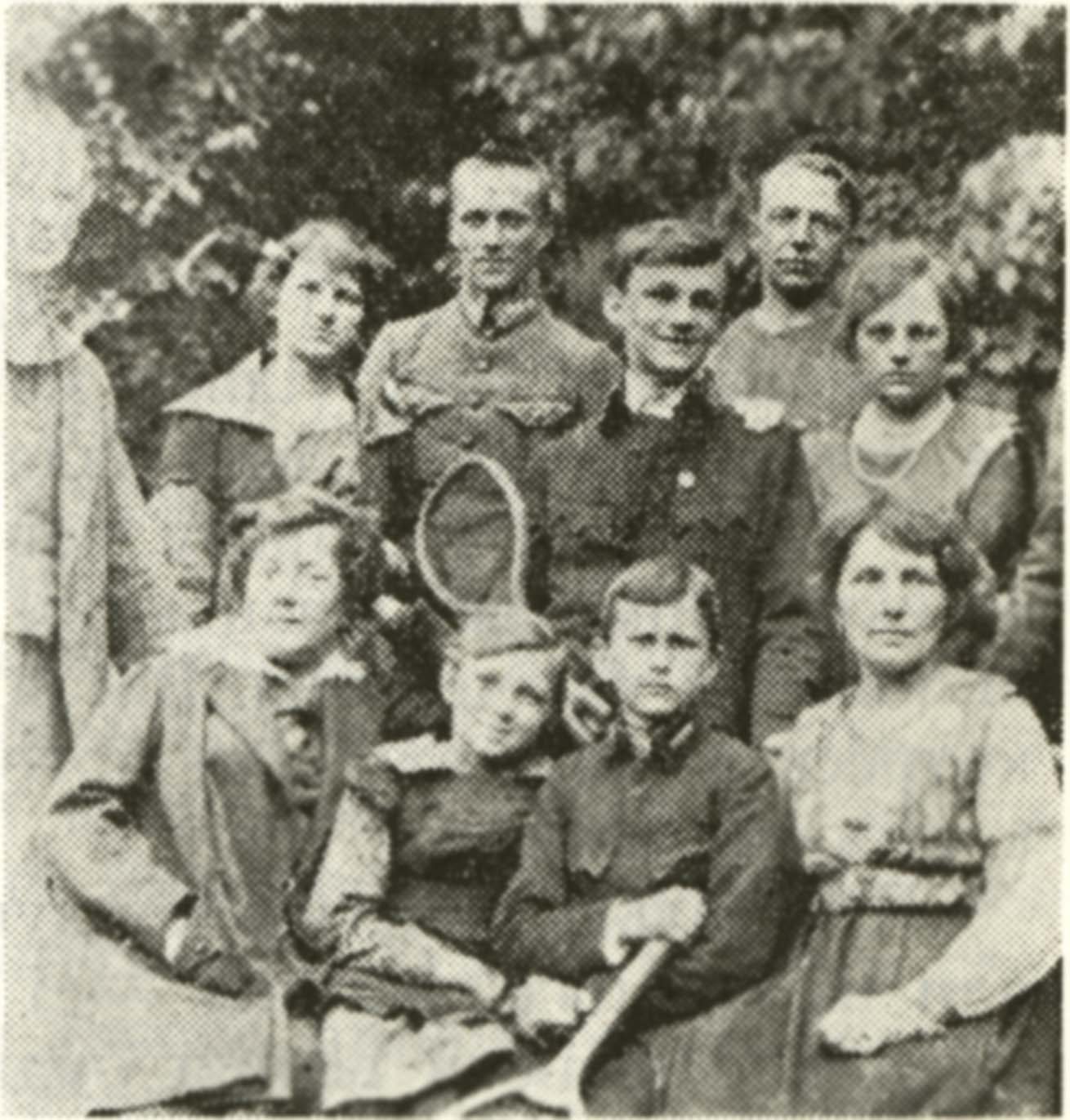
中央列を左から右に、妹イレーナ、弟レフ（ラケットを所持）、ステファニヤ。1915年頃

ステファニヤはヴァシル・バルヴィンスキーと共に音楽の勉強を始めた。1914年から1916年まで、彼女はウィーンでピアニストとしてヴィレーム・クルツに師事:10。第一次世界大戦後はリヴィウ大学でアドルフ・クイビンスキーに師事し、リヴィウ音楽院では彼の音楽理論講義も受講した。1919年、彼女は最初の音楽作品『Літургію(典礼)』を書き、リヴィウの聖ユーラ大聖堂で幾度か上演された。
1921年、彼女はウィーン大学でグイド・アドラーに、ウィーン国立音楽大学ではヨーゼフ・マルクスに師事し、1923年に教職免許を取得して卒業した。1925年、彼女はロベルト・リソフスキーと結婚し、彼と一緒にベルリンに赴くと:141927年から1930年までそこで生活し、アルノルト・シェーンベルクとフランツ・シュレーカーに師事した。この時期の1927年に娘ゾヤが生まれた 。
1930年、チェコスロバキアのプラハに赴き、カレル大学でズデニェク・ネイェドリーに師事。またプラハ音楽院ではオタカル・シンに師事した。また音楽アカデミーでヴィーチェスラフ・ノヴァークに作曲を学んだ。1933年秋、彼女はピアノを教えるようになり、プラハ音楽院の伴奏者となった。1934年、ロシアのオペラにおけるウクライナ民間伝承の関する博士論文を書きあげた:15。同年、彼女はプラハの大学 (Ukrainian Free University) で音楽学の博士号を取得した。彼女はガリツィア(当時はポーランドの一部）出身で博士号を取得した最初の女性になった。リヴィウに戻ると、1934年から第二次世界大戦が勃発するまでリヴィウ音楽院で音楽理論とピアノ教師として働き、ウクライナ職業音楽家組合の会員になった。

### 第二次世界大戦中
1939年秋、ソ連による西ウクライナ人民共和国占領後、ステファニヤは指導教員およびリヴィウ歌劇場のコンサートマスターとして働き、1940年から1941年まではリヴィウ音楽院の准教授を務めた。ドイツによる占領で同音楽院が閉鎖された後も、彼女は国立音楽学校で教え続けた。1944年春、彼女はリヴィウを離れてウィーンに向かった。
ソ連から亡命し、1946年に南オーストリアに移り、そこからイタリアへ渡り、そこでイギリス軍司令部の下で働く医師のナルツィゼ・ルキアノヴィチが彼女の2番目の夫となった。

### 渡英
1946年秋、ステファニヤはイギリスに移住し、ブライトン(1947-1951)、ロンドン(1951-1952)、ブリストル近郊のバロウ・ガーニー(1952-1962)、北アイルランドのベルファスト(1962-1973)、ケンブリッジ(1973-死去まで)で暮らしていた。
1940年代後半に、彼女は作曲業に復帰した。時にはピアニストとして再活動し、特に1957年はイギリスにあるウクライナ人コミュニティで一連のコンサート演奏を行い、1959年にはブリストルでピアノ音楽コンサートを開いた。彼女は英国女性作曲家音楽家協会の会員（1972年まで在籍）であった。彼女は1970年代を通じて作曲を続け、1977年4月8日にイギリスのケンブリッジで死去した。

## 作曲作品と作風
トゥルケヴィチの作曲群は近代的ながら、表現主義的ではない時代のウクライナ民謡を想起させる。

彼女のオペラ『Серце Оксани（オクサナの心）』は、1970年にカナダのウィニペグにあるセンテニアル・コンサート・ホールで妹イレーナの指揮により上演された。
100周年記念コンサートホール - 日曜日の午後7時30分:ウクライナ子供劇場は、ステファニヤ・トゥルケヴィチ・ルキアノヴィチのオペラ『オクサナの心』を発表し、これは失われた兄弟を探す際に魅惑の森で神話上の人物に会う少女の物語である。

## 楽曲
交響楽作品
- Симфонiя[8] - 交響曲第1番（1937年）
- Три Симфонiчнi Ескiзи[9]  - 3つの交響的スケッチ（1975年）

子供向けオペラ
- ≪Цар Ох≫ або Серце Оксани[10][11] - ≪君主オーフ≫又はオクサナの心 （1960年）